# When the Night Feels My Song
 (février 2024).
Si vous disposez d'ouvrages ou d'articles de référence ou si vous connaissez des sites web de qualité traitant du thème abordé ici, merci de compléter l'article en donnant les références utiles à sa vérifiabilité et en les liant à la section « Notes et références ».

When The Night Feels My Song est un morceau des Bedouin Soundclash, un groupe de musique canadien, qui se trouve sur le deuxième album du groupe, Sounding a Mosaic, sorti en 2004.
Ce morceau fut un énorme succès commercial au Canada[réf. nécessaire], au point de devenir la deuxième chanson la plus passée à la radio canadienne. On le retrouve également dans plusieurs publicités[réf. nécessaire].